# طوفان آتش (فیلم ۱۹۹۳)
طوفان آتش (به هندی: Aag Ka Toofan) فیلمی محصول سال ۱۹۹۳ و به کارگردانی کانتی مهتا است. در این فیلم بازیگرانی همچون درمندرا، راوی کیشان، فرحین، ساداشیو آمرپورکار، آسرانی، راضا مراد ایفای نقش کرده‌اند.